# Kanton Ambérieu-en-Bugey
Kanton Ambérieu-en-Bugey (fr. Canton d'Ambérieu-en-Bugey) je francouzský kanton v departementu Ain v regionu Rhône-Alpes. Skládá se z 18 obcí. Před reformou kantonů 2014 se skládal z 8 obcí.

## Obce kantonu
od roku 2015:
- L'Abergement-de-Varey
- Ambérieu-en-Bugey
- Ambronay
- Ambutrix
- Arandas
- Argis
- Bettant
- Château-Gaillard
- Cleyzieu
- Conand
- Douvres
- Nivollet-Montgriffon
- Oncieu
- Saint-Denis-en-Bugey
- Saint-Maurice-de-Rémens
- Saint-Rambert-en-Bugey
- Torcieu
- Vaux-en-Bugey

před rokem 2015:
- L'Abergement-de-Varey
- Ambérieu-en-Bugey
- Ambronay
- Bettant
- Château-Gaillard
- Douvres
- Saint-Denis-en-Bugey
- Saint-Maurice-de-Rémens